# اعتراضات ۲۰۱۸ اردن
اعتراضات ۲۰۱۸ اردن (انگلیسی: 2018 Jordanian protests) مجموعه ای از تظاهرات و اعتصابات سراسری در اردن بود که از اواخر ماه مه تا پایان هفته اول ژوئن ۲۰۱۸ در اعتراض به بیکاری و قوانین ریاضت اقتصادی این کشور، برگزار شد.

## اعتراضات
۳۰ مه
اعتراضات اردن به عنوان یک اعتصاب عمومی از ۳۰ مه ۲۰۱۸ توسط بیش از ۳۰ اتحادیه کارگری پس از آنکه دولت هانی ملقی قانون جدید مالیاتی را به مجلس ارائه کرد، سازماندهی شد. این لایحه به دنبال اقدامات ریاضتی تحت حمایت صندوق بین‌المللی پول که از سال ۲۰۱۶ توسط دولت مالکی به تصویب رسیده است، به منظور مقابله با بدهی عمومی در حال رشد اردن ارائه شده است.
گرچه اردن نسبت به خشونت‌هایی که پس از بهار عربی ۲۰۱۱ در منطقه رخ داده است، نسبتاً آسیبی ندیده است، اما اقتصاد آن از آشفتگی‌های پیرامون و نیز ورود تعداد زیادی پناهجوی سوری به این کشور صدمه دیده است. اردن همچنین یک گروه بزرگ از پناهجویان عراقی و فلسطینی را میزبانی می‌کند و این امر منجر شده منابع مالی این کشور به تقلا بیفتند. کمیساریای عالی پناهندگان سازمان ملل متحد اردن را به عنوان دومین میزبان بزرگ پناهندگان در سرتاسر جهان جای می‌دهد.
۳۱ مه
روز بعد از اعتصاب در ۳۱ مه، دولت در پاسخ به افزایش قیمت‌های بین‌المللی نفت، قیمت سوخت و برق را افزایش داد. این باعث شد تا تعداد زیادی از معترضان در شب چهارم در پایتخت این کشور امان، در نزدیکی دفتر نخست‌وزیری اقدام به کنند. دیگر اردنی‌ها نیز در غالب جمعیت‌های زیاد بی‌سابقه در سراسر کشور گرد هم آمدند و دست به اعتراض زدند. گرچه اعتراضات عمدتاً صلح آمیز بوده و پس از پایان روزها در ماه رمضان برگزار می‌شد، اما برخی از معترضین با آتش زدن لاستیک‌ها تجمع طوفان و مسدود کردن راه‌ها در طول چندین شب به اعتراضات ادامه دادند. این اعتراضات نه به وسیله گروه‌های مخالف سنتی نظیر اخوان المسلمین و چپگرایان بلکه جمعیت‌های متنوعی از طبقات متوسط و فقیر رهبری شده است.
۱ ژوئن
در ۱ ژوئن، ملک عبدالله پادشاه اردن مداخله نموده و دستور داد که افزایش قیمت‌ها متوقف شود؛ دولت موافقت کرد اما گفت که این تصمیم ۲۰ میلیون دلار برای خزانه هزینه خواهد داشت.
۴ ژوئن
اعتراضات به مدت چهار روز ادامه داشت تا اینکه ملقی در ۴ ژوئن استعفای خود را به شاه تقدیم کرد و عمر رزاز وزیر آموزش و پرورش او نخست‌وزیر شد. با این حال، اعتراضات ادامه داشت.
۶ ژوئن
در ۶ ژوئن گزارش شد که صدها نفر هنوز در امان تظاهرات می‌کنند.در همان روز، برخی از اتحادیه‌های کارگری، یک اعتصاب ملی را سازماندهی کردند، در حالی که دیگران پس از انتصاب رزاز دست از اعتراض کشیده بودند.این اعتصاب شامل مغازه‌ها، دانشگاه‌ها، دفاتر، مدارس و بیمارستان‌ها بود.

## نتایج
در روز هفتم ژوئن، رزاز با رهبران اتحادیه‌های کارگری دیدار کرد و موافقت کرد که لایحه مالیاتی پیشنهادی را به زودی پیش از سوگند یاد کردن در کابینه جدید، لغو کند.پیرو این اعلامیه، تظاهرات در منطقه میدان چهارم امان، متوقف شد.
رهبران عربستان سعودی، امارات متحده عربی و کویت ملک عبدالله را به یک نشست در پایتخت عربستان سعودی در روز ۱۱ ژوئن دعوت کردند. اعلام شد که کشورهای خلیج فارس وعده داد اند طی ۵ سال آینده ۲٫۵ میلیارد دلار به عنوان کمک مستقیم و غیرمستقیم اختصاص دهند. بیشترین میزان این کمک‌ها در بانک مرکزی اردن به منظور حمایت از سهمیه اردن از ارز خارجی اختصاص یافته، در حالی که بخش کمتری از آن به پروژه‌های توسعه و بخش کوچکی نیز برای هدایت پشتیبانی بودجه به کار خواهد رفت.
قطر نیز که اردن سفیر خود را از ژوئن ۲۰۱۷ به عنوان بخشی از تحریم قطر به رهبری عربستان سعودی از آن خارج کرده است، سه روز بعد وزیر امور خارجه خود را برای اعلام سرمایه‌گذاری ۵۰۰ میلیون دلار در اردن، به این کشور فرستاد. قطر همچنین وعده داده است که ۱۰٬۰۰۰ اردنی را در کشورش برای کمک به مقابله با بیکاری در میان اردنی‌های جوان استخدام کند.